# Triazole

1H-1,2,3-Triazol
2H-1,2,3-Triazol
1H-1,2,4-Triazol
4H-1,2,4-Triazol

Als Triazole werden heterocyclische aromatische Verbindungen mit der Formel C2H3N3 bezeichnet, welche einen fünfatomigen Ring mit zwei Kohlenstoff- und drei Stickstoff-Atomen enthalten.

## Isomere
Je nach Anordnung der drei Stickstoffatome im heteroaromatischen Fünfring gibt es zwei isomere Triazole, die jeweils in zwei tautomeren Formen (Unterschied: Position des Stickstoffatoms im Ring an das ein Wasserstoffatom gebunden ist) vorkommen:
- 1,2,3-Triazol (existiert in zwei tautomeren Formen: 1H-1,2,3-Triazol und 2H-1,2,3-Triazol)
- 1,2,4-Triazol (existiert in zwei tautomeren Formen: 1H-1,2,4-Triazol und 4H-1,2,4-Triazol)

## Verwendung

Markush-Formeln der Triazol-Fungizide:
1: Diclobutrazol, Paclobutrazol, Epoxiconazol, Bitertanol
2a: Fenbuconazol, Flutriafol, Flusilazol
2b: Hexaconazol, Tebuconazol
2c: Bromuconazol, Triticonazol

Viele Derivate von Triazolen werden als Arzneistoffe (Antimykotika, darunter Fluconazol, Fosfluconazol, Itraconazol, Voriconazol und Posaconazol) oder Pflanzenschutzmittelwirkstoffe (Fungizide, zum Beispiel  Cyproconazol, Difenoconazol, Epoxiconazol, Flusilazol, Hexaconazol, Propiconazol,  Tebuconazol, Tetraconazol oder Triadimenol) benutzt.
Triazole sind die Wirkstoffe in zahlreichen kommerziell vertriebenen, zugelassenen und angewendeten Fungiziden zur Bekämpfung von Pflanzenkrankheiten wie Septoria tritici oder Fusarium-Arten. Sie hemmen die Ergosterolbiosynthese der Pilze. Einige Mutationen im Gen, das für das Zielenzym der Triazole codiert, wurden in Zusammenhang mit Unterschieden in der Empfindlichkeit der Pilze gegenüber Triazolen gebracht. Für die Bekämpfung einiger Pflanzenkrankheiten sind ausschließlich Triazole zugelassen.
Viele neu entwickelte insensitive und doch zugleich leistungsfähige Sprengstoffe sind Derivate von Triazol, so zum Beispiel das Nitrotriazolon (NTO) oder das Aminonitrotriazol (ANTA).